# Galle
Galle (tamilsky: காலி; sinhálsky: ගාල්ල) je město na Srí Lance, které se nachází přibližně 120 km od Kolomba. Leží ve stejnojmenném okrese v Jižní provincie, která byla v roce 2004 zasažena vlnou tsunami v důsledku zemětřesení v Indickém oceánu. Historická opevněná část města nacházející se na poloostrově omývaném Indickým oceánem byla v roce 1988 zapsána na seznam světového dědictví UNESCO. 

## Historie
Arabský cestovatel Ibn Battúta ze 14. století zmiňoval město pod názvem Qali. Ještě před evropskou kolonizací ostrova bylo město čilým přístavem a místem prolínání kultur (Peršané, Arabové, Malajci, Číňané, Řekové, Římané, Indové a další). Město bylo známé pod názvem Gimhathiththa před příchodem Portugalců v 16. století, kteří z něj udělali hlavní přístav na ostrově. Galle je ukázkovým příkladem opevněného města vystavěného Portugalci v jižní a jihovýchodní Asii s prvky interakce mezi portugalskou architekturou a lokálními tradicemi. V 2. polovině 17. století Nizozemci opevnění výrazně rozšířili. Vrchol rozvoje města nastal v 18. století, během nizozemského koloniálního období. Pevnost Galle je největší obrannou stavbou vybudovanou Evropany v Asii. 

## Galerie

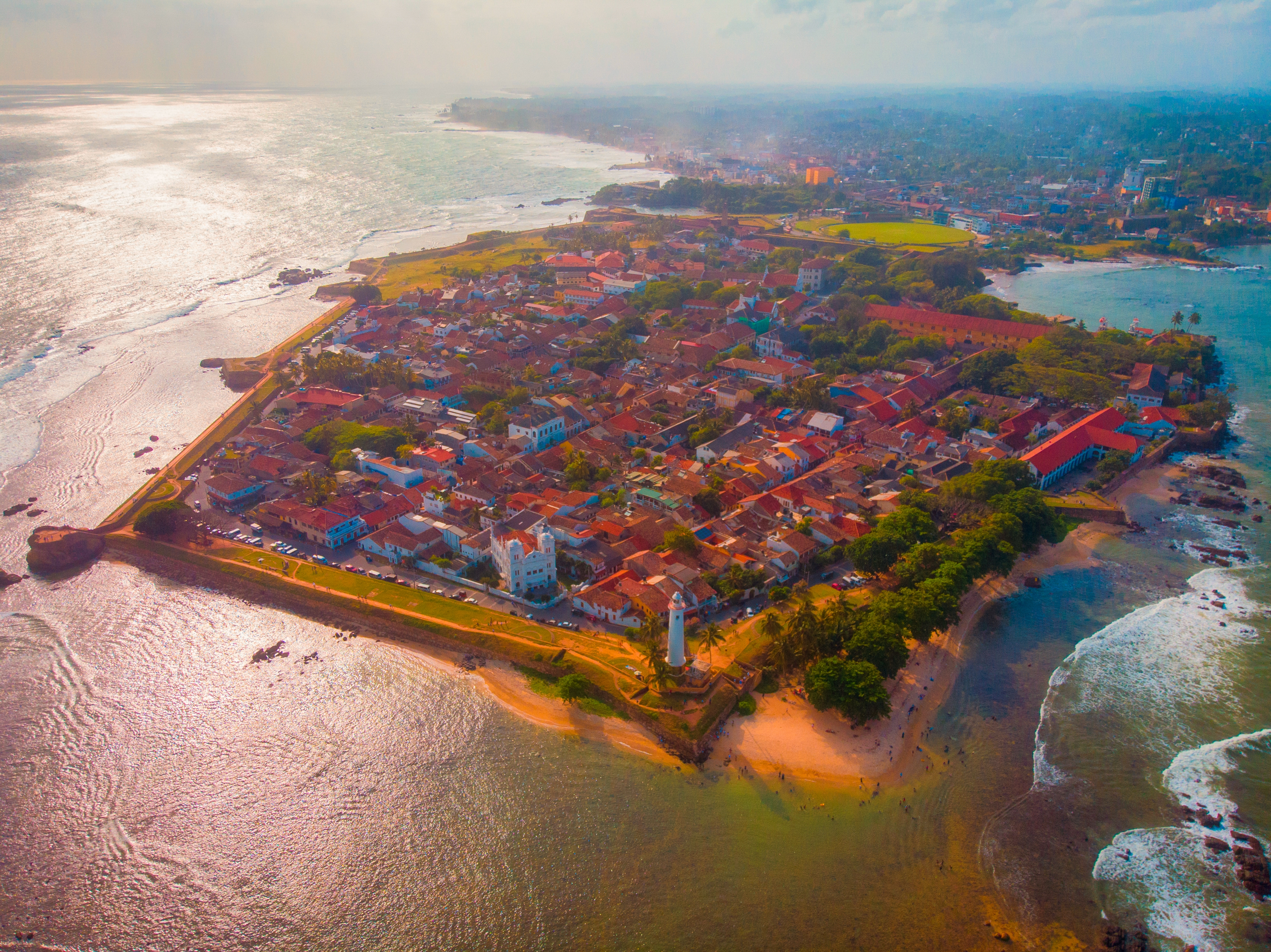
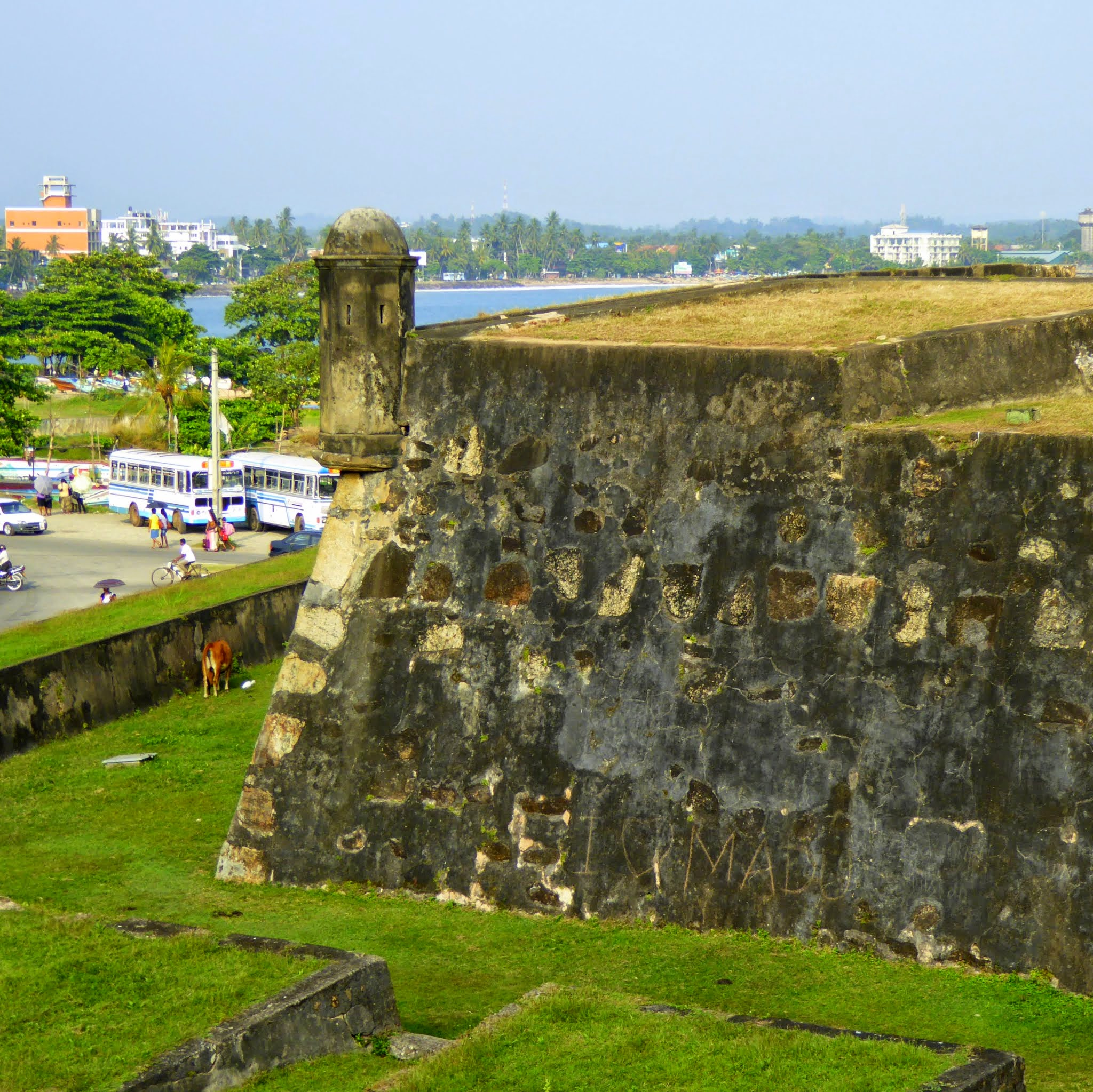
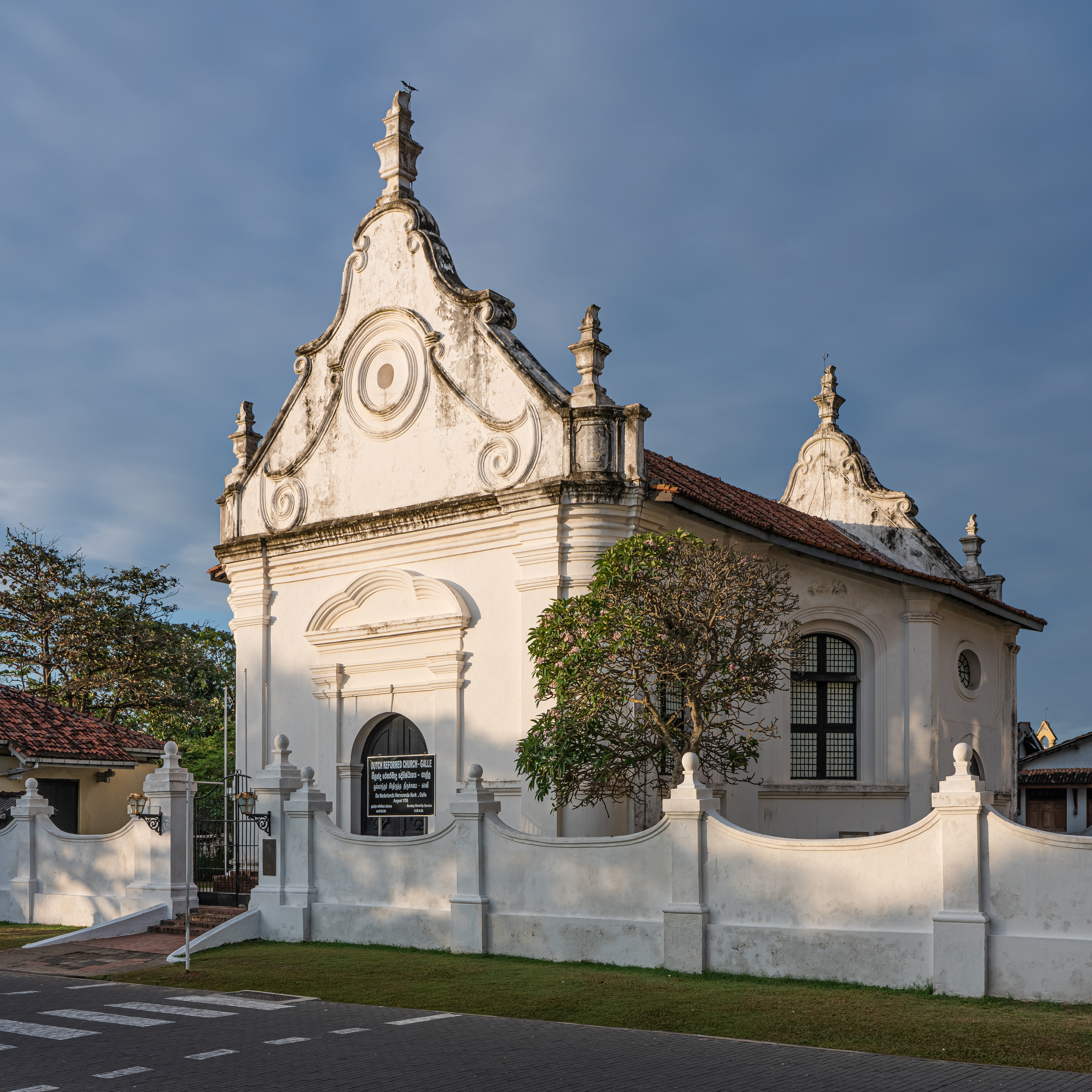
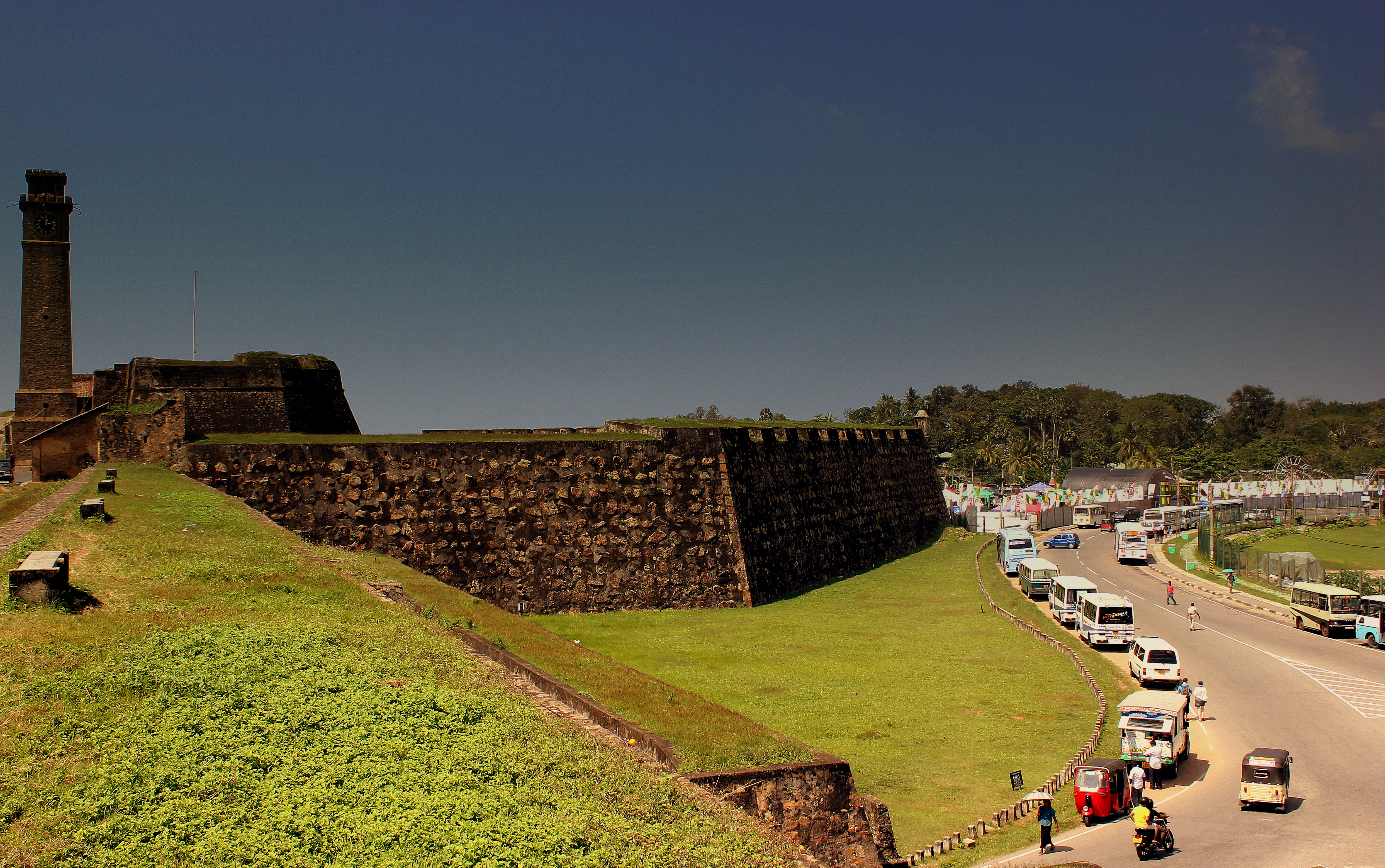
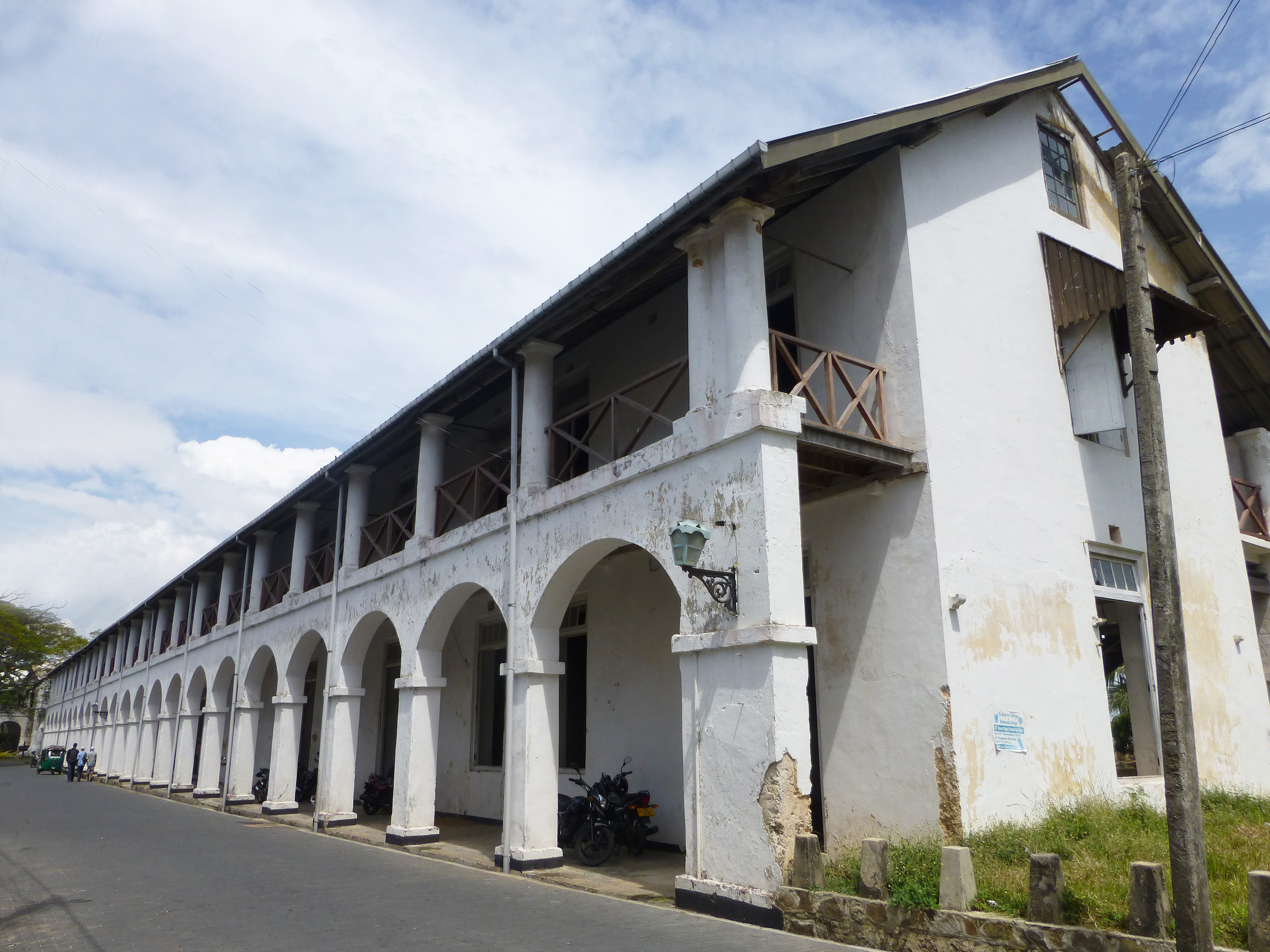